# Communauté de communes du Rivesaltais-Agly-Manadeil
La Communauté de communes du Rivesaltais - Agly est une ancienne communauté de communes française, située dans le département des Pyrénées-Orientales et la région Languedoc-Roussillon. Elle a fusionné avec la Communauté d'agglomération Perpignan Méditerranée le 1er janvier 2011.

## Composition
Elle était composée des communes suivantes :
| Nom                | Code Insee | Gentilé      | Superficie (km2) | Population (dernière pop. légale) | Densité (hab./km2) |
| ------------------ | ---------- | ------------ | ---------------- | --------------------------------- | ------------------ |
| Rivesaltes (siège) | 66164      | Rivesaltais  | 28,76            | 8 550 (2014)                      | 297                |
| Cases-de-Pène      | 66041      | Casois       | 13,38            | 881 (2014)                        | 66                 |
| Cassagnes          | 66042      | Cassagnols   | 15,16            | 260 (2014)                        | 17                 |
| Espira-de-l'Agly   | 66069      | Espiranencs  | 26,77            | 3 384 (2014)                      | 126                |
| Estagel            | 66071      | Estagellois  | 20,83            | 2 053 (2014)                      | 99                 |
| Montner            | 66118      | Montnerois   | 10,98            | 328 (2014)                        | 30                 |
| Opoul-Périllos     | 66127      | Opoulencs    | 50,53            | 1 089 (2014)                      | 22                 |
| Salses-le-Château  | 66190      | Salséens     | 71,28            | 3 378 (2014)                      | 47                 |
| Tautavel           | 66205      | Tautavellois | 53,47            | 879 (2014)                        | 16                 |

## Historique
Baixas et Calce ont quitté la communauté de communes pour rejoindre la communauté d'agglomération Perpignan Méditerranée au 1er janvier 2007.

## Sources
- Le SPLAF (Site sur la Population et les Limites Administratives de la France)
- La base ASPIC